# Magnalium
Magnalium er en legering af aluminium og 5-50% magnesium.
Legeringen benyttes ofte pga. lavere densitet end ren aluminium eller for at sænke magnesiums reaktionsevne.
Benyttes bl.a. til ingeniørarbejde, til blyantspidsere eller i pulverform til fyrværkeri.
| Kemi | Spire Denne artikel om kemi er en spire som bør udbygges. Du er velkommen til at hjælpe Wikipedia ved at udvide den. |